# ХАДИ-34

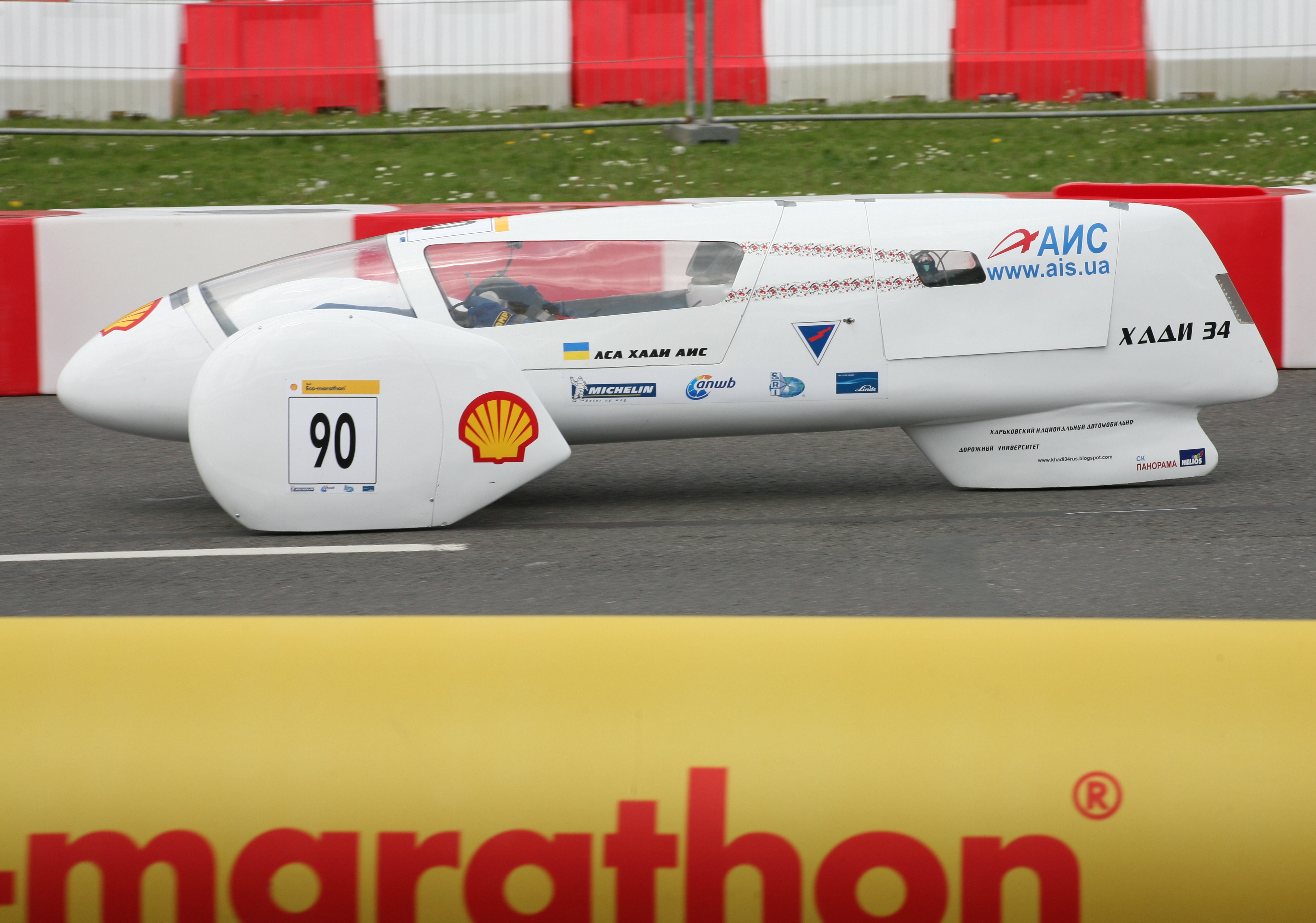
Автомобиль команда "ЛСА ХАДИ АИС"

«ХАДИ-34» — самый энергоэффективный автомобиль Украины. Внесён в Книгу рекордов Украины как автомобиль с минимальным расходом горючего (менее 2 граммов на 1 километр). Построен в 2010 году. Предназначен для участия в соревнованиях по топливной экономичности «Eco-marathon» в классе «прототип» с бензиновыми двигателями внутреннего сгорания. На 2013 год трижды принимал участие в международных соревнованиях по экономии топлива. Первый автомобиль, изготовленный на Украине с несущим кузовом типа «монокок», выполненным из композита, что подтверждено соответствующим патентом.

## Технические характеристики
- Снаряжённая масса — 43 кг.
- Габаритные размеры — длина 2,9 м, ширина 0,9 м, высота 0,7 м.
- Посадка пилота — лежачая.
- Количество колёс — три.
- Ведущее колесо — заднее.
- Управляемые колёса — передние.
- База автомобиля — 1530 мм.
- Двигатель — Honda GX.
- Рабочий объём — 35 см³.
- Макс скорость — 60 км/час.
- Расчётный коэффициент сопротивления воздуха — 0,11.

## История создания автомобиля

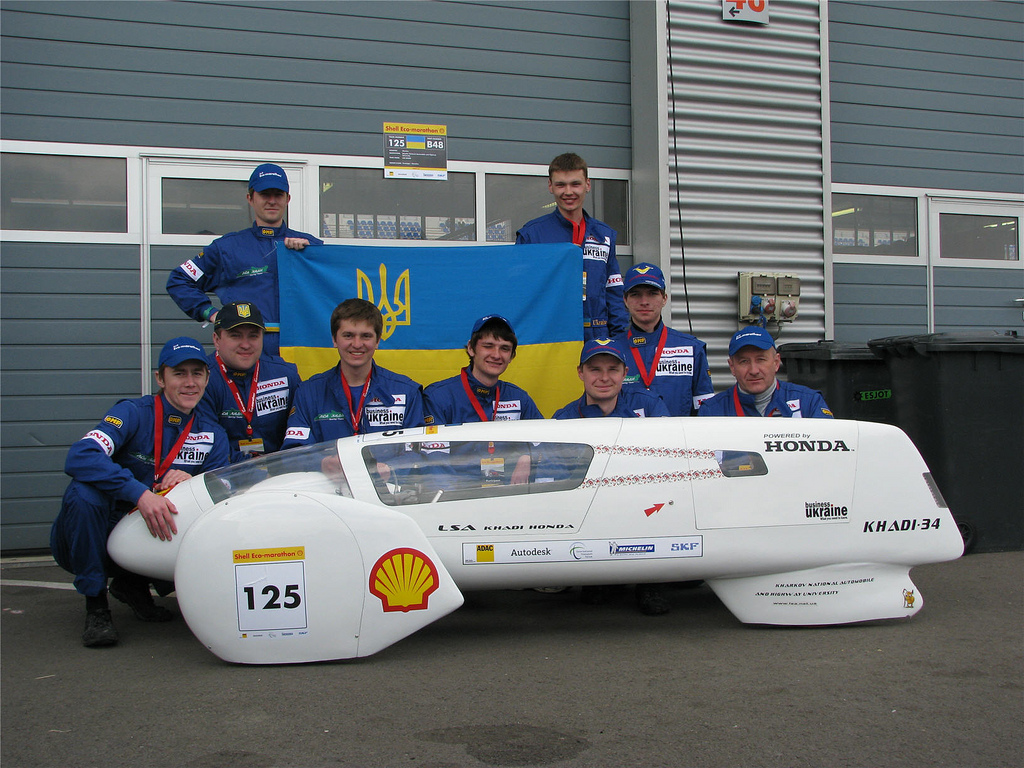
Украинская команда «Shell eco-marathon»-2010 «EuroSpeedway Lausitz»

В 2007 году Министерство охраны окружающей природной среды Украины и представительство «Shell» пригласили студентов ХАДИ и сотрудников Лаборатории скоростных автомобилей к созданию первой украинской команды для участия в Экологическом марафоне «Shell Eco-marathon», предоставив возможность представителю студенческого проектно-конструкторского бюро при ЛСА посетить данное соревнование.
Коллектив ЛСА приступил к реализации проекта. Перед студенческой командой были поставлены задачи: 1) создать проект автомобиля, способного преодолеть максимальное расстояние с наименьшим количеством топлива; 2) найти финансовую возможность реализовать этот проект; 3) принять участие в европейском этапе соревнований.
Автомобиль был полностью построен весной 2010 года. Представлен публике в начале мая 2010.
В мае 2010 года команда студентов и сотрудников ХНАДУ, называющаяся «ЛСА ХАДИ -Honda», стала первой на территории Украины и стран СНГ командой — участницей автосоревнований на экономичность «Shell Eco-marathon». Сам Eco-marathon — международный проект по поиску энергетической эффективности (кратко — максимальному снижению расхода топлива). В его рамках команды проектируют, создают и испытывают новые конструкции автомобилей и двигателей. Цель — проехать наибольшее расстояние, используя при этом наименьшее количество любой энергии: бензина, дизельного топлива, энергии солнца, электричества, водорода, этанола, биотоплива, и т. д.
По результатам соревнований харьковская машина продемонстрировала возможность преодолеть 570 км на одном литре бензина.
Достигнутый результат в том же году занесён в книгу рекордов Украины (категория «технологии», диплом № 33/02 02384).
В 2011 году на других соревнованиях на экономичность «EuroSpeedway Lausitz» данный автомобиль преодолел уже 575 км на одном литре бензина, что является новым рекордом Украины.

## Создатели автомобиля и участники заездов

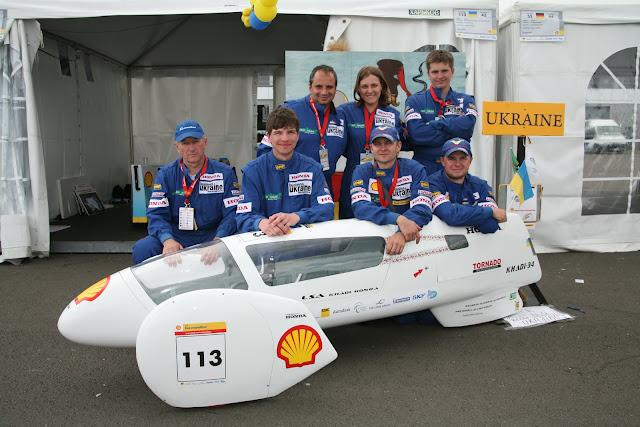
«EuroSpeedway Lausitz» (Германия) с 22 по 28 мая 2012 года

Состав команды создателей автомобиля, принявшей участие в «Shell eco-marathon» 2010 года:
- Андрей Авершин, Алексей Бездетко, Александр Кострубов, Владимир Кудинов, Иван Лукашёв, Александр Сергиенко, Михаил Стукало, Евгений Хмельницкий, Александр Чернышёв.

Состав команды ЛСА, принимавшей участие в экомарафоне 2011 года, прошедшем на трассе «EuroSpeedway Lausitz» в ФРГ с 22 по 28 мая:
- Бездетко Алексей, Волянский Евегний, Звягин Дмитрий, Клименко Валерий, Лукашёв Иван, Поднос Сергей, Токмиленко Елена, Хмельницкий Евгений, Чернышёв Александр (капитан), Щербак Михаил, Экспериандов Дмитрий.

Состав команды ЛСА ХАДИ АИС, принимавшей участие в экомарафоне 2013 года, прошедшем на трассе «Ahoy, Роттердам» в Нидерланды с 13 по 19 мая:
- Александр Чернышёв, Алексей Бездетко, Андрей Токаренко, Владислав Талалай, Иван Лукашёв, Иван Лыфар, Михаил Щербак, Сергей Поднос.

## Факты об автомобиле
- ХАДИ — аббревиатура советского Харьковский автомобильно-дорожного института. Название «ХАДИ» носят все автомобили, созданные с 1952 года студентами ХАДИ и сотрудниками Лаборатории скоростных автомобилей (ЛСА), хотя после обретения Украиной независимости институт был переименован из ХАДИ сначала в Харьковский государственный автомобильно-дорожный технический университет (ХГАДТУ), а затем в Харьковский национальный автомобильно-дорожный университет (ХНАДУ). Всего построено 34 номерных автомобиля «ХАДИ».
- На вопрос журналистов: «На что вы делали акцент в своём автомобиле?», капитан команды ЛСА А. Чернышёв ответил: «При разработке автомобиля, безусловно, акцент делался на двигателе, вокруг которого уже и создавался автомобиль».[3]
- ХАДИ-34 — первый автомобиль, изготовленный на Украине с несущим кузовом типа «монокок» (monocoque), выполненным из композита.
- ХАДИ-34 — самый энергоэффективный автомобиль Украины за всю её историю, имеющий минимальный расход бензина (менее двух граммов на 1 км; 575 км на одном литре топлива).[1] Это значит, что на одном литре можно проехать от Киева до Ивано-Франковска.[4]